# Scopula vitellinaria
Scopula vitellinaria är en fjärilsart som beskrevs av Eduard Friedrich Eversmann 1851. Scopula vitellinaria ingår i släktet Scopula och familjen mätare. Inga underarter finns listade.